# El Corpus
El Corpus é um município hondurenho do Departamento de Choluteca, no sul do país, a 90 km ao sul da capital Tegucigalpa . A população é de 26,352 hab , em uma área de 248,9 km².

## Aldeias
As seguintes 17 aldeias pertencem ao município:
El Corpus (chefe municipal)
Agua Fria
Calaire
Cayanini
El Baldoquín
El Banquito
El Despoblado
El Naranjal
El Pedregal
El Zapotal
La Albarrada
La Fortuna
La Galera
San Isidro
San Juan Abajo
San Juan Arriba
San Judas

## Clima e Relevo
Possui um clima tropical de monções prevalece na área. A temperatura média anual na vizinhança é de 25  ° C . O mês mais quente é março, com temperatura média de 29 ° C, e o mais frio, setembro, com 22 ° C.  A precipitação média anual é de 1.666 milímetros. O mês mais chuvoso é setembro, com uma média de 346 mm de precipitação , e o mais seco é fevereiro, com 5 mm de precipitação.
Está localizado em um terreno acidentado e montanhoso. 